# هیئت بین‌دولتی تغییر اقلیم
هیئت بین‌دولتی تغییر اقلیم (به انگلیسی: Intergovernmental Panel on Climate Change) همچنین مشهور با سرواژه IPCC یک ارگان بیندولتی علمی است که اقدام به ارزیابی جامع از اطلاعات علمی، فنی و اجتماعی–اقتصادی جاری در مورد مخاطرات تغییرات آب‌وهوایی بر اثر فعالیت‌های انسانی در سراسر جهان می‌کند. ارزیابی پیامدهای بالقوهٔ این تغییرات و گزینه‌های احتمالی سازگار شدن با این پیامدها و کاستن از عواقب آن، از کوشش‌های این نهاد است.
هزاران دانشمند و کارشناس دیگر به‌طور داوطلب در تهیهٔ گزارش‌ها و مرور اطلاعات به این نهاد بین‌دولتی یاری می‌رسانند.
هیئت بین‌دولتی تغییر اقلیم (IPCC)، بدنهٔ سازمان ملل متحد در زمینه ارزیابی علوم مربوط به تغییر اقلیم است. این هیئت توسط برنامهٔ محیط زیست سازمان ملل متحد (UNEP) و سازمان هواشناسی جهانی (WMO) در سال ۱۹۸۸ میلادی تأسیس شد تا ارزیابی‌های علمی دوره‌ای در زمینهٔ تغییر اقلیم و آثار و خطرات آن را در اختیار سران سیاسی کشورها قرار دهد و استراتژی‌های کاهش و سازگاری با تغییر اقلیم را ارائه کند.
در سال ۲۰۰۷، جایزهٔ صلح نوبل به‌طور مشترک به ال گور و هیئت بین‌دولتی تغییر اقلیم اعطا شد.
ایران نیز یکی از ۱۹۵ عضو این هیئت است.

## گزارش‌ها
- نخستین گزارش ارزیابی هیئت بین‌دولتی تغییر اقلیم (۱۹۹۰)en
- دومین گزارش ارزیابی هیئت بین‌دولتی تغییر اقلیم (۱۹۹۵)en
- سومین گزارش ارزیابی هیئت بین‌دولتی تغییر اقلیم (۲۰۰۱)en
- چهارمین گزارش ارزیابی هیئت بین‌دولتی تغییر اقلیم (۲۰۰۷)en
- پنجمین گزارش ارزیابی هیئت بین‌دولتی تغییر اقلیم (۲۰۱۴)en
- ششمین گزارش ارزیابی هیئت بین‌دولتی تغییر اقلیم (۲۰۲۲)en